# Me and Mr. Johnson
Albums de Eric Clapton
Reptile
(2001) Sessions for Robert J
(2004)
Me and Mr. Johnson (2004) est un album du guitariste, chanteur et compositeur de blues et de rock britannique Eric Clapton.
Cet album est un hommage au guitariste et chanteur de blues américain Robert Johnson.

## Titres de l’album
Les chansons ont été toutes composées par Robert Johnson.
| No  | Titre                                  | Durée |
| --- | -------------------------------------- | ----- |
| 1.  | When You Got a Good Friend             | 3:20  |
| 2.  | Little Queen of Spades                 | 4:57  |
| 3.  | They're Red Hot                        | 3:25  |
| 4.  | Me and the Devil Blues                 | 2:56  |
| 5.  | Traveling Riverside Blues              | 4:31  |
| 6.  | Last Fair Deal Gone Down               | 2:35  |
| 7.  | Stop Breakin' Down Blues               | 2:30  |
| 8.  | Milkcow's Calf Blues                   | 3:18  |
| 9.  | Kind Hearted Woman Blues               | 4:06  |
| 10. | Come On in My Kitchen                  | 3:35  |
| 11. | If I Had Possession Over Judgement Day | 3:27  |
| 12. | Love in Vain                           | 4:02  |
| 13. | 32-20 Blues                            | 2:58  |
| 14. | Hellhound on My Trail                  | 3:53  |

## Musiciens
- Eric Clapton - guitare, chant
- Doyle Bramhall II - guitare
- Andy Fairweather-Low - guitare
- Nathan East - basse
- Jerry Portnoy - harmonica
- Billy Preston - claviers
- Steve Gadd - batterie